# Takuma
Takuma, oorspronkelijk Dadinge, Dadinga, Dodinge of Doedinga genoemd, was een steenhuis bij het dorp Uithuizen in de Nederlandse provincie Groningen. Het gebouw bevond zich tussen Uithuizen en Uithuizermeeden, ten zuidwesten van de N363 en ten zuidoosten van de Dingeweg en zwembad De Dinge. Het vormt tegenwoordig onderdeel van landbouwperceel.
De namen Dadinge en Takuma van het steenhuis verwijzen naar de beide families die hier gewoond hebben. De naam Dadinge verwijst naar een 'dading'; een overeenkomst om een rechtszaak te voorkomen of te beëindigen. De ding (De Dinge aan noordzijde van Takuma) was een bijeenkomst van rechtsgenoten ter uitoefening van de rechtspraak in een rechtstoel. Vermoedelijk verwijst de familienaam hiernaar. 

## Steenhuis
De locatie van het steenhuis was reeds bekend aan de hand van een relict van de gracht die nog zichtbaar is op de kadastrale minuut van 1828. Tijdens archeologisch onderzoek naar de locatie van de steenhuizen Aylbada en Takuma bleek dat er geen muurresten meer aanwezig waren. Wel werden puinresten en resten van schelpenbanen gevonden, die dienden als funderingsbed. Op basis hiervan wordt vermoed dat het een rechthoekig steenhuis betrof dat aan buitenzijde ongeveer 7,5 meter bij 14 meter groot was, muren van 1 tot 1,2 meter dik bezat en mogelijk onderdeel vormde van een muur. Deze muur omringde een groter podium met een doorsnee van ongeveer 20 meter. Het podium werd omringd door een dubbele gracht van 5 tot 8 meter breed, die aan noordwestzijde in verbinding stond met een waterloop, het restant van een vroegere waddengeul. Het steenhuis bevond zich aan de rand van het podium, maar ervoor zijn geen resten van grachten teruggevonden, wat erop kan wijzen dat zich vroeger een voorterrein voor het gebouw bevond. Het is niet bekend of de muur waarvan het steenhuis onderdeel uitmaakte een ringmuur of een keermuur betrof:
- Wanneer het een ringmuur zou betreffen zou dit een unicum zijn binnen de provincie Groningen. Deze zou dan typologisch vergelijkbaar zijn met de eerste Kuinderburcht, Huis ter Does bij Leiderdorp, het oorspronkelijke Huys te Warmont of Slot Teylingen. Als het een ringmuur betreft, werd het huis vóór de ringmuur gebouwd, daar deze de contouren van de buitenmuur volgt en het huis zou dan tevens zijn gebouwd voor het graven van de grachten. De ringmuur zou dan echter nog wel in de 13e eeuw gereedgekomen zijn.
- Wanneer het een keermuur zou betreffen, zou het echter gaan om een 'gewoon' losstaand steenhuis dat door deze keermuur gefundeerd werd aan de kant van het water, zoals ook bij de burcht van Rijswijk op een kaart uit 1580. Er zijn namelijk geen muurresten aan achterzijde van het podium teruggevonden. Mogelijk stond er al een ander gebouw in het midden van het podium, waardoor het steenhuis aan de rand moest worden gebouwd.

Binnen het huis zijn de resten van drie stiepen teruggevonden, die mogelijk de basis vormden van een gewelf. Het is op basis van de gevonden resten niet meer te achterhalen of het een woontoren of een zaaltoren betrof. 
Bij het huis zijn verschillende baksteenformaten aangetroffen, die erop wijzen dat het huis tijdens haar bestaan meerdere malen verbouwd werd, de laatste keer in de 17e eeuw. Op het terrein is tevens een 16e-eeuwse waterput aangetroffen. Bij de opgravingen werd na afloop een kunststof folie over de opgravingslocatie getrokken om de plek van de opgravingen te markeren.

## Geschiedenis
Het steenhuis bevond zich net als Aylbada op de uitlopers van de schoorwal waarop ook onder andere Uithuizen en Uithuizermeeden werden gesticht. Verkoolde graankorrels uit een haardkuil die is teruggevonden nabij de achterzijde van het steenhuis zijn middels C14-datering bepaald op het midden van de 11e eeuw. Ook de oudste ter plaatse gevonden kogelpotscherven wijzen mogelijk in die richting. Op basis hiervan kan worden gesteld dat er vanaf die periode bewoning mogelijk was op de kwelderwal en dat er mogelijk vanaf die periode een houten voorganger van het steenhuis heeft gestaan, al zijn hiervan geen duidelijke sporen aangetroffen. Mogelijk was dit gebouw ondiep gefundeerd en werden de fundamenten vergraven toen er vervolgens een steenhuis werd gebouwd. Resten van een steen die werd teruggevonden wijzen op een mogelijke bouwperiode van het steenhuis tussen de tweede helft van de 12e eeuw tot ongeveer 1200. Daarmee behoort Takuma tot de oudste steenhuizen van Groningen. 
De oorspronkelijke familie Dadinge komt voor het eerst (en het laatst) voor in het klauwboek van Tjassens in 1476, toen het huis een edele heerd vormde in de Menoldeklauw. In dat jaar bleek eigenaar Haicke Do(d)inga overleden te zijn. Mogelijk stierf met hem het geslacht Dadinge uit. Het huis werd toen Taeckema heert genoemd naar de bewoner en overrechter Schelte Taeckema. Het is onbekend of hij het huis door vererving of door aankoop verwierf. Latere eigenaren waren Ulseke Takema (ook reeds genoemd in 1476) en in 1543 wordt Doede Takuma genoemd, gevolgd door Abel Tjaeckema en Schelte Takema. Een van deze leden van de familie is de vader of grootvader van Siger, Syger of Syert Takuma, die vele goederen bezat en medecollator was in Uithuizen. In 1575 verwisselden zij 12 grazen land met het Klooster Wijtwerd. Vermoedelijk hadden zij alleen drie dochters genaamd Elysabet, Siabbe en Ewe volgens de grafstenen in de herv. kerk te Uithuizen. Naast hen ligt echter ook Johan Coehoren begraven die getrouwd was met Renske Takuma, hoogstwaarschijnlijk ook een dochter van Syger Takuma en Anna. Zij kwamen hierna op huize Takuma te wonen. (ook Coehooren of Koehoorn). Zijn zoon Jacob Coehoorn nam na zijn dood in 1677 Takuma over. Hij is bekend door een rechtszaak tegen hem vanwege het feit dat hij in 1711 illegaal aan het jagen was met windhonden in de jurisdictie van Uithuizermeeden. De kerk van Uithuizen kon twee jaar later opdraaien voor de kosten van de rechtszaak. Jacob Coehoorn was getrouwd met Louwke Evers die afkomstig was van boerderij Nijenhuis aan de Oldorpsterweg, een voorwerk van het Rottumer klooster.  Jacob overleed eind 1722 of begin 1723. Zijn dochter Anna Maria Coehoorn (getrouwd met Henricus Tiberius de Baere, advocaat hoge justitiekamer te Groningen) ruilde in 1725 de 'grote behuysinge en Schuire Takema met hare Heerlijkheden en Gerechtigheden' (overrecht, zijlrecht en collatierecht) met Everdina Cornera van Berum van de Menkemaborg voor 140 grazen grond tussen de Oudedijk en de Middendijk. Zeer waarschijnlijk liet zij het huis daarop afbreken. Dit komt ook naar voren uit een gevonden slooplaag die wordt gedateerd in het begin van de 18e eeuw, wat aangeeft dat het huis toen gesloopt moet zijn. 
Mogelijk werden de stenen van het huis onder andere gebruikt voor de bouw van de naar het steenhuis vernoemde boerderij Tocama tegenover de Menkemaborg (Dingeweg 3). Mogelijk gebeurde dit door de doopsgezinde meijer Tjaart Pieters of Peters, aan wie de borgvrouwe de grond vanaf 1740 verhuurde. Het is echter ook mogelijk dat Tjaart nog een tijd in het huis bleef wonen en latere eigenaren na zijn dood in 1770 en verkoop in 1777 het steenhuis afbraken en Tocama (oorspronkelijk Tacuma) bouwden. De oudste bijschuur van Tocama dateert mogelijk nog uit de 18e eeuw. De huidige villaboerderij werd gebouwd rond 1870. De bijbehorende tuin werd in 1880 aangelegd door de Friese tuinarchitect Gerrit Vlaskamp.

## Trivia
- Na de opgravingen wilde een lokale stichting weer een dergelijk steenhuis bouwen[11], maar hier is later niets meer van vernomen.